# Lingelsheimia
Lingelsheimia är ett släkte av emblikaväxter. Lingelsheimia ingår i familjen emblikaväxter.
Kladogram enligt Catalogue of Life:
| Lingelsheimia | \| \| Lingelsheimia abbayesii \| \| \| \| \| \| Lingelsheimia ambigua \| \| \| \| \| \| Lingelsheimia fiherenensis \| \| \| \| \| \| Lingelsheimia frutescens \| \| \| \| \| \| Lingelsheimia manongarivensis \| \| \| \| \| \| Lingelsheimia sylvestris \| \| \| \| |
|               | \| \| Lingelsheimia abbayesii \| \| \| \| \| \| Lingelsheimia ambigua \| \| \| \| \| \| Lingelsheimia fiherenensis \| \| \| \| \| \| Lingelsheimia frutescens \| \| \| \| \| \| Lingelsheimia manongarivensis \| \| \| \| \| \| Lingelsheimia sylvestris \| \| \| \| |
|               | Lingelsheimia abbayesii |
|               | |
|               | Lingelsheimia ambigua |
|               | |
|               | Lingelsheimia fiherenensis |
|               | |
|               | Lingelsheimia frutescens |
|               | |
|               | Lingelsheimia manongarivensis |
|               | |
|               | Lingelsheimia sylvestris |
|               | |